# Doris Eaton Travis
Doris Eaton Travis (14. marts 1904 – 11. maj 2010) var en amerikansk skuespillerinde og danserinde.